# Einteilung der deutschen Militärflugzeuge im Ersten Weltkrieg
Die für die Heeresflieger zuständige Inspektion der Fliegertruppen (IdFlieg) teilte die von den Luftstreitkräften verwendeten Flugzeugtypen in definierte Gruppen ein.
Diese Seite listet die Kennungen und Kürzel auf, mit denen von staatlicher Seite deutsche Flugzeuge während des Ersten Weltkrieges gekennzeichnet wurden.

## Kennzeichnung durch das Heer

### Klassifizierung
Die Flugzeuge wurden von der IdFlieg (Inspektion der Fliegertruppen) mit den nachfolgend aufgeführten Buchstaben klassifiziert.
Ebenso ist aus der nachfolgenden Tabelle zu ersehen, wie viele Flugzeuge der einzelnen Klassen in den einzelnen Kriegsjahren produziert wurden:
| Zeile | Typ          | Einsatzzweck                                  | 1914  | 1915  | 1916  | 1917   | 1918   | Gesamt | Bemerkung |
| ----- | ------------ | --------------------------------------------- | ----- | ----- | ----- | ------ | ------ | ------ | --- |
| 1     | A            | Aufklärungsflugzeug                           | 294   | 13    | 22    | 0      | 0      | 329    | Unbewaffnete zweisitzige Eindecker; nach 1914 nur noch als Schulflugzeuge verwendet                                 |
| 2     | B            | Aufklärungsflugzeug                           | 1.054 | 1.312 | 440   | 2.993  | 25     | 5.824  | Unbewaffnete zweisitzige Doppeldecker; ab Mitte 1915 nur noch als Schulflugzeuge                                    |
| 3     | C            | Aufklärungsflugzeug                           | 0     | 2.674 | 4.726 | 10.337 | 7.320  | 25.057 | Bewaffnete, einmotorige, zweisitzige Doppeldecker, ab 1915 im Fronteinsatz als Mehrzweckflugzeuge                   |
| 4     | CL           | Schlachtflugzeug bzw. Jagdflugzeug zweisitzig | 0     | 0     | 0     |        |        |        | leichtere Variante der C-Flugzeuge, ab 1917 im Fronteinsatz als Begleitjäger und Schlachtflugzeuge.                 |
| 5     | D            | Jagdflugzeug, Doppeldecker                    | 0     | 1     | 2.129 | 4.945  | 5.132  | 12.207 | Bewaffnete, einmotorige, einsitzige Jagdflugzeuge, z. B. Albatros D.III, Albatros D.V, Fokker D.VII und Junkers D.I |
| 6     | DJ (auch PE) | Schlachtflugzeug                              | 0     | 0     | 0     |        |        |        | Mischung D- und J-Typ, einmotoriger, einsitziger Erdkampfdoppeldecker, nur AEG DJ.I (Versuchsflugzeug)              |
| 7     | Dr (F)       | Jagddreidecker                                | 0     | 0     | 0     | 338    | 1      | 339    | vor allem Fokker Dr.I                                                                                               |
| 8     | E            | Jagdeindecker                                 | 0     | 347   | 300   | 0      | 381    | 1.028  | bewaffneter Einsitzer, vor allem Fokker und Pfalz                                                                   |
| 9     | CLS          | Schlachtflugzeug                              | 0     | 0     | 0     | 0      |        |        | Mischung zwischen J- und Cl-Flugzeug, nur Halberstadt CLS.I 1918                                                    |
| 10    | S            | Schlachtflugzeug                              | 0     | 0     | 0     | 0      | 2      | 2      | nur Ago S.I |
| 11    | J            | Schlachtflugzeug                              | 0     | 0     | 0     | 450    | 463    | 913    | gepanzertes Infanterieflugzeug, vor allem Junkers J.I, AEG J.I und AEG J.II                                         |
| 12    | G (auch K)   | Großflugzeug                                  | 0     | 185   | 465   | 589    | 789    | 2.028  | Bewaffnete, zweimotorige, mehrsitzige mittlere Bomber                                                               |
| 13    | GL           | Großflugzeug                                  | 0     | 0     | 0     |        |        |        | leichtere Variante des G-Flugzeugs, ab 1917                                                                         |
| 14    | R (VGO)      | Riesenflugzeug                                | -     | -     | -     | -      | -      | -      | Bewaffnete, mehrmotorige, schwere Bomber, ab 1916 im Einsatz                                                        |
| 15    | Rs (VGO)     | Riesenflugzeug-See                            | -     | -     | -     | -      | -      | -      | Mehrmotorige, überschwere Seeflugzeuge z. B. Dornier Rs IV                                                          |
| 16    | N            | Nachtbomber                                   | 0     | 0     | 100   | 94     | 10     | 204    | modifiziertes C-Flugzeug, vor allem Sablatnig N I                                                                   |
| 17    | Gesamt       |                                               | 1.348 | 4.532 | 8.182 | 19.746 | 14.123 | 47.931 | |

### Der Hersteller
Der Hersteller wurde von der Inspektion der Fliegertruppe (IdFlieg) durch ein meist aus drei Buchstaben bestehendes Kürzel bezeichnet:
| Kürzel | Hersteller                                     | Ort                                               |
| ------ | ---------------------------------------------- | ------------------------------------------------- |
| Aeg.   | Allgemeine Elektrizitäts GmbH                  | Hennigsdorf b. Berlin                             |
| Ago.   | Ago Flugzeugwerke GmbH                         | Johannisthal b. Berlin                            |
| Alb.   | Albatros Werke GmbH                            | Johannisthal b. Berlin, Friedrichshagen b. Berlin |
| Av.    | Automobil und Aviatik AG                       | Leipzig-Heiterblick                               |
| Bay.   | Bayerische Flugzeug-Werke AG                   | München                                           |
| Bayru. | Bayerische Rumpler-Werke GmbH                  | Augsburg                                          |
| Daim.  | Daimler Motorengesellschaft AG                 | Sindelfingen                                      |
| Dfw.   | Deutsche Flugzeug-Werke GmbH                   | Lindenthal b. Leipzig                             |
| Eul.   | Euler-Werke                                    | Frankfurt-Niederrad                               |
| Fok.   | Fokker Flugzeug-Werke GmbH                     | Schwerin-Görries                                  |
| Fdh.   | Flugzeugbau Friedrichshafen GmbH               | Manzell, Warnemünde                               |
| Germ.  | Germania Flugzeug-Werke GmbH                   | Leipzig-Mockau                                    |
| Go.    | Gothaer Waggonfabrik AG                        | Gotha                                             |
| Halb.  | Halberstädter Flugzeug-Werke GmbH              | Halberstadt                                       |
| Han.   | Hawa Hannoversche Waggonfabrik AG              | Hannover-Linden                                   |
| -      | Hansa und Brandenburgische Flugzeug-Werke GmbH | Briest b. Brandenburg/Havel                       |
| Hansa. | Hanseatische Flugzeug-Werke (Karl Caspar AG)   | Hamburg-Fuhlsbüttel                               |
| Junk.  | Junkers Flugzeug-Werke AG                      | Dessau                                            |
| Jfa.   | Junkers-Fokker-Werke                           |                                                   |
| -      | Jeannin Flugzeugbau GmbH                       | Johannisthal b. Berlin                            |
| KW     | Kaiserliche Werft                              | Danzig, Kiel, Wilhelmshaven                       |
| Kon.   | Kondor Flugzeug-Werke GmbH                     | Essen                                             |
| Li.    | Linke-Hofmann-Werke AG                         | Breslau                                           |
| Rol.   | Luftfahrt-Gesellschaft mbH (LFG)               | Charlottenburg b. Berlin                          |
| -      | Flugzeugwerft Lübeck-Travemünde GmbH           | Travemünde-Priwall                                |
| Torp.  | Luft-Torpedo-GmbH                              | Johannisthal b. Berlin                            |
| Lvg.   | Luft-Verkehrs-GmbH (LVG)                       | Johannisthal b. Berlin                            |
| Märk.  | Märkische Flugzeug-Werke GmbH                  | Golm (Mark)                                       |
| Mer.   | Mercur Flugzeugbau-GmbH                        | Berlin                                            |
| -      | Naglo Bootswerft                               | Spandau                                           |
| Nfw.   | Nationale Flugzeug-Werke GmbH                  | Johannisthal b. Berlin                            |
| -      | Norddeutsche Flugzeug-Werke                    | Teltow b. Berlin                                  |
| -      | Oertz-Werke GmbH                               | Hamburg-Reiherstieg                               |
| Oaw.   | Ostdeutsche Albatros-Werke GmbH                | Schneidemühl                                      |
| Ot.    | Otto-Werke GmbH Flugzeug-Werke Gustav Otto     | München                                           |
| Pfal.  | Pfalz Flugzeug-Werke GmbH                      | Speyer                                            |
| -      | Flugmaschinen Rex GmbH                         | Köln                                              |
| Rat.   | Waggonfabrik Josef Rathgeber                   | München-Moosach                                   |
| Rin.   | Albert Rinne Flugzeugbau                       | Rummelsburg b. Berlin                             |
| Ru.    | Rumpler Flugzeug-Werke GmbH                    | Johannisthal b. Berlin                            |
| Sab.   | Sablatnig Flugzeugbau GmbH                     | Berlin                                            |
| -      | Flugmaschinen-Fabrik Franz Schneider           | Seegefeld b. Spandau                              |
| Schül. | Luftfahrzeugbau Schütte-Lanz                   | Mannheim-Rheinau, Zeesen                          |
| -      | Schwade Flugzeug- und Motorenbau               | Erfurt                                            |
| Ssw.   | Siemens-Schuckert-Werke GmbH                   | Berlin, Nürnberg                                  |
| -      | Union Flugzeug-Werke                           | Teltow b. Berlin                                  |
| Do.    | Zeppelin Werke Lindau GmbH                     | Lindau                                            |
| Staak. | Zeppelin Werke Staaken GmbH                    | Staaken b. Berlin                                 |

Diejenigen Hersteller, bei denen ein gesondertes Kürzel nicht aufgeführt ist (z. B. Hansa und Brandenburgische Flugzeug-Werke), haben an das Heer in der Zeit von 1914 bis 1918 keine Flugzeuge geliefert, wohl aber unter Umständen an die Marine (siehe unten).

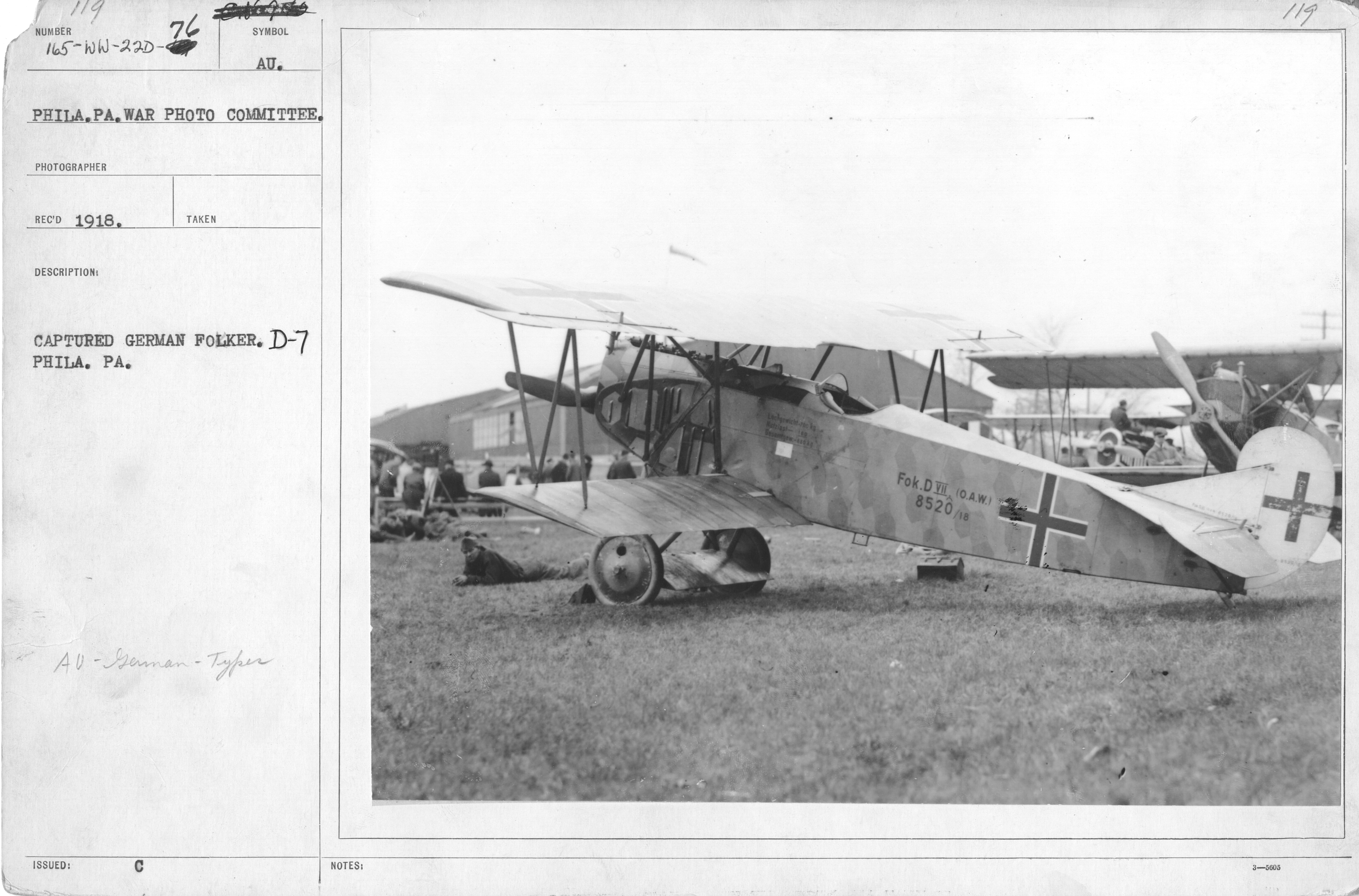
Fokker D VII, Seriennummer 8520/18

Angesichts der obigen Aufschlüsselungen lässt sich die Kennnummer des rechts abgebildeten Flugzeugs wie folgt analysieren:
Fok. =Fokker
D VII = der 7. von Fokker gebaute Jagdeinsitzer-Doppeldecker-Typ
(OAW) = gebaut von den Ostdeutschen Albatros-Werken
8520/18 = das 8520. von der IdFlieg im Jahr 1918 bestellte Flugzeug

## Kennzeichnung durch die Marine
Angelehnt an das System des Heeres nahm die Kaiserliche Marine folgende Gruppeneinteilung vor:
| Buchstabe | Bedeutung                                                         |
| --------- | ----------------------------------------------------------------- |
| B         | Bombenflugzeug                                                    |
| BFT       | Bombenflugzeug mit FT-Geber                                       |
| HFT       | FT-Flugzeug mit Geber und Empfänger                               |
| C         | bewaffneter Zweisitzer mit einem MG                               |
| C 2 MG    | bewaffneter Zweisitzer mit einem starren und einem beweglichen MG |
| C 3 MG    | bewaffneter Zweisitzer mit zwei starren und einem beweglichen MG  |
| C HFT     | bewaffnetes FT-Flugzeug mit Geber und Empfänger                   |
| E         | Einsitzer-Flugboot mit 1 oder 2 starren MG                        |
| ED        | Einsitzer-Schwimmer-Flugzeug mit 1 oder 2 starren MG              |
| T         | Torpedoflugzeug, auch zum Bomben- und Minenabwurf                 |
| G         | Großflugzeug                                                      |
| R         | Riesenflugzeug, Motorleistung insgesamt über 1000 PS              |

Diese Buchstabenbezeichnungen fanden aber nur selten Verwendung, die Marine führte fast alle Flugzeuge nur unter ihrer Firmenbezeichnung.